# Pampa Blanca
Pampa Blanca är en ort i Argentina.   Den ligger i provinsen Jujuy, i den norra delen av landet, 1 300 km nordväst om huvudstaden Buenos Aires. Pampa Blanca ligger 766 meter över havet och antalet invånare är 1 992.
Terrängen runt Pampa Blanca är lite kuperad. Närmaste större samhälle är Perico, 16,9 km norr om Pampa Blanca.
Omgivningarna runt Pampa Blanca är en mosaik av jordbruksmark och naturlig växtlighet. Runt Pampa Blanca är det ganska tätbefolkat, med 78 invånare per kvadratkilometer.